# Izumi Kawakatsu

## Biografia
Nascida no sul do Japão, Izumi iniciou seus estudos em sua cidade-natal, pouco depois, seguiu para a Universidade de Música e Artes de Nagoya, onde obteve seu diploma de pianista. Atualmente, ela é aluna de Lied da Universidade de Música de Karlshure, Alemanha, onde tem aulas com Mitsuko Shirai and Hatmut Höll. Kawakatsu participou dos cursos de graduação de Roger Vignols e Helmut Deutsch. Além de ter sido a pianista titular nos cursos de graduação de Gundula Janowitz.
Izumi Kawakatsu participou em diversos concertos como pianista, tanto no Japão quanto na Europa em concertos Lied e de música de Câmara. Yzumi também foi pianista do grupo Lied Noche Escandinava, com que se apresentou, juntamente com Tarja Turunen (Soprano),Marjut Paavilainen (Soprano) e Juha Koskela (Barítono), pela América Latina.